# Contea di McMullen
La contea di McMullen in inglese McMullen County è una contea dello Stato del Texas, negli Stati Uniti. La popolazione al censimento del 2010 era di 707 abitanti. Il capoluogo di contea è Tilden. La contea è stata creata nel 1858 dalle contee di Bexar, Atascosa, e Live Oak, e successivamente organizzata nel 1877. Il suo nome deriva da John McMullen, fondatore di una colonia in Texas.

## Geografia fisica
| Anno | Popolazione | ±%     |
| ---- | ----------- | ------ |
| 1870 | 230         | Note:  |
| 1880 | 701         | 204.8% |
| 1890 | 1,038       | 48.1%  |
| 1900 | 1,024       | −1.3%  |
| 1910 | 1,091       | 6.5%   |
| 1920 | 952         | −12.7% |
| 1930 | 1,351       | 41.9%  |
| 1940 | 1,374       | 1.7%   |
| 1950 | 1,187       | −13.6% |
| 1960 | 1,116       | −6.0%  |
| 1970 | 1,095       | −1.9%  |
| 1980 | 789         | −27.9% |
| 1990 | 817         | 3.5%   |
| 2000 | 851         | 4.2%   |
| 2010 | 707         | −16.9% |

Secondo l'Ufficio del censimento degli Stati Uniti d'America la contea ha un'area totale di 1157 miglia quadrate (3000 km²), di cui 1137 miglia quadrate (2940 km²) sono terra, mentre 17 miglia quadrate (44 km², corrispondenti all'1,5% del territorio) sono costituiti dall'acqua.

### Strade principali
- U.S. Highway 59
- Interstate 69W (in costruzione)
- State Highway 16
- State Highway 72
- State Highway 97
- Farm to Market Road 99
- Farm to Market Road 624
- Farm to Market Road 791
- Farm to Market Road 1582

### Contee adiacenti
- Atascosa County (nord)
- Live Oak County (est)
- Duval County (sud)
- Webb County (sud-ovest)
- La Salle County (ovest)
- Frio County (nord-ovest)

## Educazione
Nella contea c'è un solo distrettos scolastico, il McMullen County Independent School District.